# Konrad von Feuchtwangen
Konrad von Feuchtwangen (ca. 1230 - 4 juillet 1296 à Prague) est le treizième grand maître de l’ordre Teutonique, de 1291 à 1296. Il est un parent du grand maître Siegfried von Feuchtwangen.

## Biographie
Konrad von Feuchtwangen descend d'une famille de la noblesse franconienne, près d'Ansbach-Dinkelsbühl. Il prononce ses vœux et il est mentionné sous le nom de Frère Conradus de Viuchtban ou Conradus de Wuchtwang. Il devient commandeur de la commanderie de Zchillen à Wechselburg, près de Chemnitz. Il est maître de l'Ordre en Livonie entre 1279 et 1281, maître de l'Ordre entre 1284 et 1290. Il est choisi comme commandeur de Mergentheim, en 1287.
La première année de son office de maître, les musulmans prennent Saint-Jean-d'Acre, la dernière forteresse des croisés au royaume de Jérusalem. Comme l'ordre Teutonique y était basé, Konrad von Feuchtwangen déplace le quartier général de l'Ordre à Venise.
Konrad von Feuchtwangen est enterré devant le maître-autel de l'église Sainte-Hedwige de Trebnitz (aujourd'hui Trzebnica). Un nouveau sarcophage de marbre baroque a été édifié au XVIIe siècle.